# Glaphyrus maurus
Glaphyrus maurus là một loài bọ cánh cứng trong họ Glaphyridae. Loài này được Linneaus miêu tả khoa học năm 1758.